# بركودة كبيرة
البركودة (الاسم العلمي: Sphyraena barracuda) نوع خطر من الأسماك القاضمة، ويطلق عليها البركودة العملاقة، والتي تنتشر في المحيطات شبه الاستوائية وهي أحد أسماك البحر الأحمر، في كثير من الأحيان تنمو إلى أكثر من 6 أقدام
وقد اكتسبت سمعة سيئة ينفيها الواقع. فهي لا تهاجم الإنسان لمجرد الهجوم، ولا لافتراسه وهي شديدة الفضول وتقترب كثيراً من الغواصين، فيخيل إليهم أنها تتخذ وضع الهجوم. وتكمن خطورتها في سرعتها الخاطفة وأسنانها الحادة التي تمكنها من شق جسد الإنسان إلى نصفين بسرعة كبيرة. وتحدث معظم الاصابات في المياه السطحية، ونادراً ما تهاجم البركودة الغواصين